# Người Sắt (phim 2008)
Người Sắt (tựa gốc tiếng Anh: Iron Man) là một bộ phim điện ảnh đề tài siêu anh hùng của Mỹ năm 2008 dựa trên nhân vật truyện tranh cùng tên của Marvel Comics, phim là bộ phim đầu tiêu mở đầu cho Giai đoạn 1 và Vũ trụ Điện ảnh Marvel (MCU). Phim do hãng Marvel Studios sản xuất và Paramount Pictures chịu trách nhiệm phát hành. Người Sắt do Jon Favreau đạo diễn, với phần kịch bản do đội ngũ biên kịch gồm Mark Fergus và Hawk Ostby cùng Art Marcum và Matt Holloway chấp bút. Trong phim, nam diễn viên Robert Downey Jr. thủ vai Tony Stark / Người Sắt, cùng với đó là sự tham gia của Terrence Howard, Jeff Bridges, Leslie Bibb, Shaun Toub và Gwyneth Paltrow. Nội dung của Người Sắt xoay quanh Tony Stark, một kỹ nghệ gia kiêm kỹ sư thiên tài, sau khi trải qua một tai nạn nguy hiểm đến tính mạng đã chế tạo nên một bộ giáp siêu năng lực và trở thành Người Sắt, một siêu anh hùng với trang bị tân tiến.
Trước khi Marvel Studios sở hữu bản quyền vào năm 2006, Người Sắt đã được phát triển từ năm 1990 tại Universal Studios, 20th Century Fox và New Line Cinema trong các giai đoạn khác nhau. Đây là dự án điện ảnh đầu tiên mà Marvel tự chủ về mặt tài chính, với Paramount Pictures đóng vai trò làm đơn vị phát hành phim. Theo linh cảm của riêng mình, Favreau đã đồng ý ký hợp đồng cho vị trí đạo diễn của bộ phim. Các địa điểm quay phim mà ông chọn chủ yếu thuộc tiểu bang California, còn bối cảnh Bờ Tây ở trong nguyên tác truyện tranh bị ông từ chối nhằm phân biệt phim với nhiều tác phẩm siêu anh hùng lấy bối cảnh tại Thành phố New York khác. Phim khởi quay vào tháng 3 năm 2007 và đóng máy vào tháng 6 cùng năm. Trong thời gian quay phim, các diễn viên được phép tự do sáng tạo lời thoại của mình do giai đoạn tiền kỳ chủ yếu tập trung vào phần cốt truyện và các phân cảnh hành động hơn. Phiên bản cao su và kim loại của bộ giáp do công ty của Stan Winston chế tạo được kết hợp công nghệ CGI để tạo ra nhân vật Người Sắt.
Người Sắt ra mắt lần đầu tiên tại Sydney vào ngày 14 tháng 4 năm 2008. Phim bắt đầu khởi chiếu tại Hoa Kỳ vào ngày 2 tháng 5 năm 2008 và tại Việt Nam vào ngày 16 tháng 5 năm 2008. Tác phẩm thu về hơn 585 triệu USD tiền doanh thu so với kinh phí sản xuất 140 triệu USD, đồng thời nhận nhiều lời tán dương cho phần diễn xuất, đặc biệt là vai diễn Tony Stark của Downey, cũng như phần hiệu ứng hình ảnh và các phân cảnh hành động. Viện phim Mỹ đã lựa chọn Người Sắt là một trong mười phim hay nhất năm 2008, đồng thời phim cũng nhận hai đề cử giải Oscar cho Biên tập âm thanh xuất sắc nhất và Hiệu ứng hình ảnh xuất sắc nhất, đồng thời được thêm vào Viện lưu trữ phim quốc gia để bảo tồn vào năm 2022. Hai phần phim tiếp nối là Người Sắt 2 và Người Sắt 3 lần lượt ra rạp vào ngày 7 tháng 5 năm 2010 và ngày 3 tháng 5 năm 2013.

## Nội dung
Thiên tài, tỉ phú, tay chơi và nhà từ thiện Tony Stark là người thừa kế Tập đoàn Stark Industries chuyên nhận thầu quốc phòng từ cha mình. Tony bị gán với biệt hiệu tay chơi bởi anh là người vô cùng sành sỏi ở những khoản ăn chơi vô độ, bên cạnh việc lên giường với hàng tá cô gái, trong đó có cô phóng viên Christine Everhart của tạp chí Vanity Fair. Anh sang Afghanistan, đất nước đang bị tàn phá bởi chiến tranh cùng với Trung tá James Rhodes để giới thiệu một phát minh tên lửa mới có tên "Jericho". Sau buổi thuyết trình, đoàn hộ tống bị phục kích khiến Stark bị thương nặng bởi một vũ khí của địch là tên lửa của chính công ty anh. Stark bị bắt giam trong hang động của nhóm khủng bố Ten Rings. Tại đây Tony gặp bác sĩ Ho Yinsen, người bạn cùng cảnh ngộ đã giúp gắn một nam châm điện vào ngực anh nhằm ngăn các mảnh vỏ đạn còn sót lại đâm trúng tim. Raza, thủ lĩnh của Ten Rings, hứa sẽ trả tự do cho Tony với điều kiện anh phải thiết kế tên lửa Jericho cho chúng, nhưng cả Tony và Yinsen đều hiểu rằng Raza chắc chắn sẽ không giữ lời.
Stark và Yinsen bí mật chế tạo một máy phát điện nhỏ, được gọi là lò phản ứng hồ quang, nhằm cung cấp năng lượng điện cho bộ giáp Mark 1 tự chế để hỗ trợ việc trốn thoát. Mặc dù hai người đã giữ kín bộ giáp tới phút chót, bọn khủng bố Ten Rings vẫn phát hiện ra ý định này và tấn công vào khu xưởng của họ. Yinsen hi sinh để đánh lạc hướng chúng, giúp cho bộ giáp Mark 1 có thêm thời gian nạp đầy năng lượng. Trong bộ giáp do mình tự thiết kế, Stark chiến đấu thoát khỏi hang động và đi tìm Yinsen, lúc này đang trong cơn hấp hối và khuyên anh đừng phí thời gian của mình. Trong cơn tức giận anh đã thiêu rụi vũ khí của Ten Rings và bay ra khỏi hang, đâm xuống sa mạc và làm bộ giáp Mark 1 vỡ tan tành. Sau khi được Rhodes giải cứu, Stark trở về nhà và tuyên bố công ty của anh sẽ không sản xuất vũ khí nữa. Obadiah Stane, cựu đối tác của cha anh kiêm quản lý công ty khuyên Stark rằng ý định của anh có thể hủy hoại Tập đoàn Stark Industries cùng di sản của người cha quá cố. Ở phòng xưởng tại nhà, Stark bắt tay ngay vào việc chế tạo một bộ giáp mạnh mẽ hơn cũng như cả một máy phản ứng hồ quang hiệu quả hơn cho mình. Người phụ tá Pepper Potts đặt máy phản ứng hồ quang đầu tiên trong một hộp kiếng nhỏ. Mặc dù Stane đề nghị Stark công bố chi tiết công trình nhưng anh vẫn quyết định giữ riêng nó cho mình.
Tại một sự kiện từ thiện do Tập đoàn Stark Industries tổ chức, nữ phóng viên Christine Everhart đã tiết lộ cho Stark biết các vũ khí của công ty, bao gồm cả tên lửa Jericho mới vừa được trao cho Ten Rings sử dụng để tấn công Gulmira, quê của Yinsen. Stark cũng hay biết rằng Stane đang âm mưu thay thế anh trở thành lãnh đạo mới của công ty. Bực tức vì những tiết lộ này, Stark lập tức mặc bộ giáp Mark 3 bay tới Afghanistan để giải cứu cho ngôi làng của Yinsen. Trong lúc bay về nhà, Stark bất ngờ bị hai phi cơ chiến đấu F-22 Raptor tấn công, buộc anh phải tiết lộ danh tính của mình với Rhodes qua điện thoại với hi vọng chấm dứt những cuộc công kích của chính phủ. Trong khi đó, Ten Rings thu thập lại các mảnh giáp vỡ từ bộ đồ nguyên mẫu mà Stark từng mặc và gặp Stane, kẻ sau đó đã giết chết Raza và chỉ huy các thành viên còn sống sót của nhóm này. Stane lúc này sở hữu bộ giáp mới đồ sộ là "Iron Monger" nhờ kỹ nghệ đảo ngược từ các mảnh vỡ. Nhằm tìm kiếm các vũ khí khác mà công ty bàn giao cho Ten Rings, Stark đã cử Pepper hack hệ thống máy tính công ty từ văn phòng của Stane, và cô đã phát hiện ra Stane chính là kẻ cung cấp vũ khí cho Ten Rings và sai chúng giết Stark, dù chúng đã thất bại. Potts lập tức đi gặp đặc vụ Phil Coulson của S.H.I.E.L.D., một cơ quan chống khủng bố, để báo cáo tội ác của Stane. Không may thay, Stane phát hiện hành động của cô không lâu sau đó.
Do các nhà khoa học của Stane không thể phục chế lại lò phản ứng hồ quang của Stark nên Stane đã phục kích tại nhà anh để cướp nó đi. Stark đã dùng lò phản ứng hồ quang cũ để thay thế cho cái vừa mất. Trong khi Potts và các đặc vụ S.H.I.E.L.D. nỗ lực bắt Stane thì hắn liền mặc bộ giáp Iron Monger và tấn công lại họ. Stark chiến đấu với Stane, nhưng bị áp đảo vì lò phản ứng cũ không được thiết kế để chiến đấu lâu dài. Cuộc chiến đưa Stark và Stane lên đỉnh tòa nhà Tập đoàn Công nghiệp Stark, trong lúc đó Stark hướng dẫn Potts bật quá tải lò phản ứng hồ quang lớn để cấp năng lượng cho tòa nhà. Một luồng điện khổng lồ được phóng thích khiến Stane và bộ giáp của hắn rơi vào lò phản ứng đang phát nổ và chết. Trong cuộc họp báo diễn ra ngày hôm sau, Stark, bất chấp lời đề nghị từ phía S.H.I.E.L.D., đã công khai xác nhận với trước công chúng rằng cái tên "Người Sắt" mà giới truyền thông gọi chính là mình.
Trong phân đoạn after-credit, Giám đốc S.H.I.E.L.D. Nick Fury đã đến thăm nhà Stark. Ông nói với Stark rằng Người Sắt không phải là "siêu anh hùng duy nhất trên thế giới" và giải thích rằng ông muốn thảo luận với anh về "Sáng kiến Avengers".

## Diễn viên

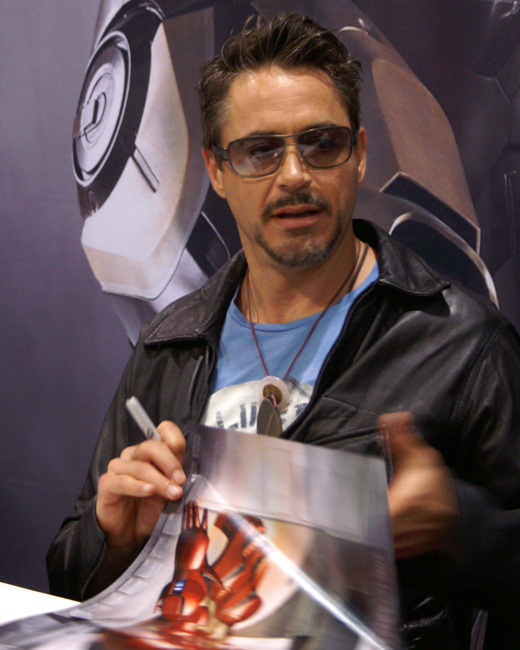
Downey Jr. quảng bá phim tại San Diego Comic-Con International năm 2007.

- Robert Downey Jr. vai Tony Stark / Người Sắt:
Tony Stark vừa là một nhà tư bản công nghiệp, nhà phát minh đại tài và tay chơi cừ khôi, vừa giữ vai trò CEO của tập đoàn Stark Industries vừa đảm nhiệm vị trí giám đốc sản xuất vũ khí cho quân đội Hoa Kỳ. Đạo diễn Jon Favreau cho rằng quá khứ của Downey khiến anh trở thành lựa chọn thích hợp nhất cho vai diễn này,[8] và nam diễn viên có thể biến Stark thành một "tên khốn đáng yêu", nhưng đồng thời vẫn cho khán giả thấy được một chuyến phiêu lưu tràn đầy cảm xúc.[9] Favreau bị Downey cuốn hút nhờ diễn xuất của anh trong Kiss Kiss Bang Bang, và Downey cũng thường xuyên thảo luận với đạo diễn của bộ phim đó là Shane Black về kịch bản và các đoạn thoại trong Người Sắt.[10] Downey còn có một văn phòng đặt ngay cạnh Favreau trong giai đoạn tiền kỳ, cho phép anh tham gia nhiều hơn vào công tác viết kịch bản,[11] đặc biệt trong việc bổ sung các yếu tố gây cười vào trong bộ phim.[12] Downey giải thích, "Điều quan trọng với tôi là cố gắng để không biến đổi nhân vật quá nhiều đến mức người ta không còn nhận ra anh ấy. Khi một kẻ khờ không còn khờ nữa, mong là họ vẫn giữ được khiếu hài hước của mình."[13] Nhằm chuẩn bị cho vai diễn, Downey đã dành năm ngày mỗi tuần để tập tăng cơ và luyện võ thuật để có được cơ thể mong muốn, điều này rất có ích đối với anh bởi vì "thật khó để tinh thần của bạn không bị đi xuống [...] sau khoảng vài giờ trong bộ đồ đó."[14]

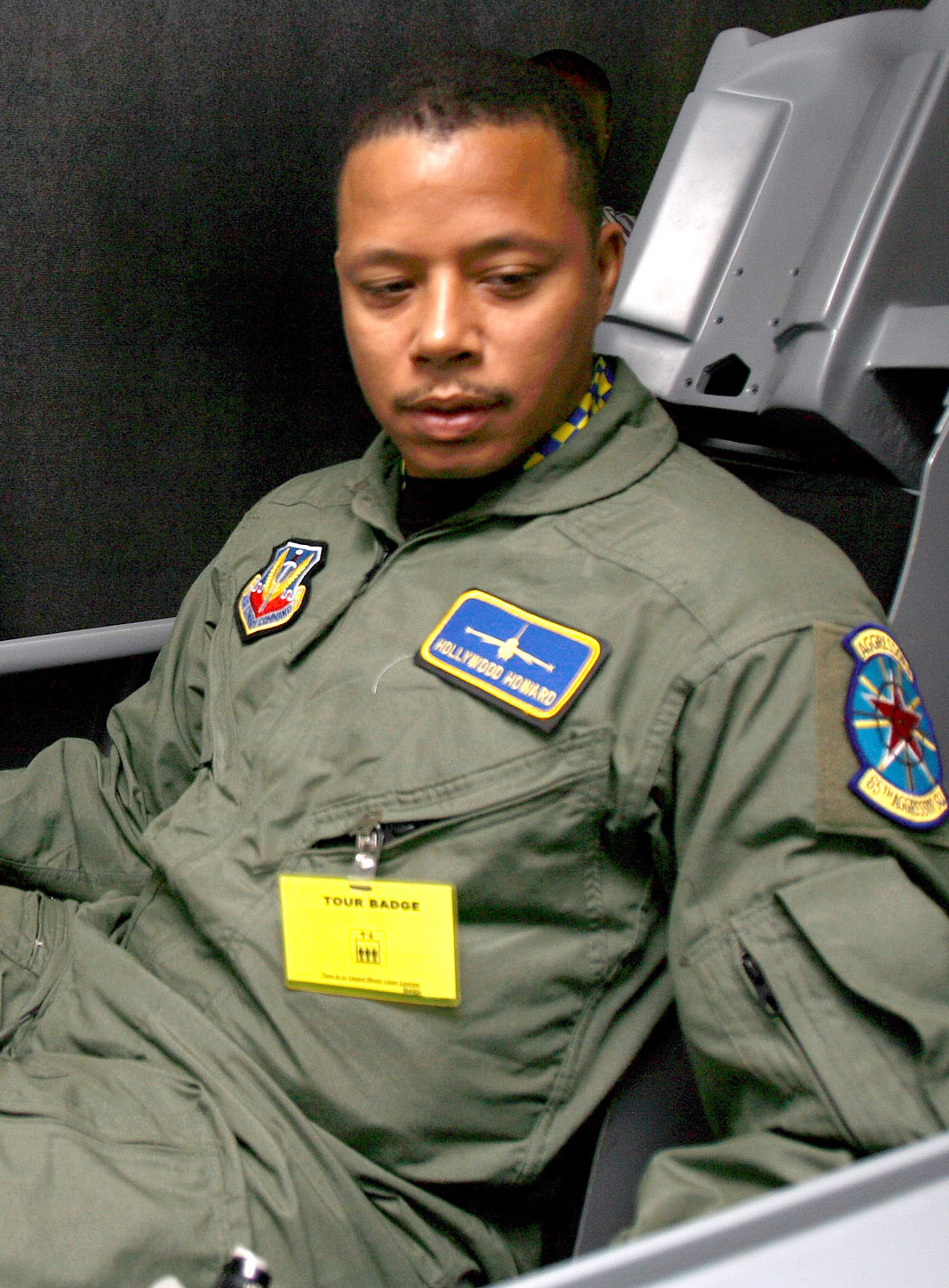
Howard chuẩn bị cho vai diễn bằng cách điều khiển một chiếc phi cơ F-16 giả lập.

- Terrence Howard vai James "Rhodey" Rhodes:
James Rhodes là người bạn thân của Stark, đồng thời cũng là người liên lạc giữa Stark Industries và bộ quân dụng của Không quân Hoa Kỳ, vốn chuyên về phát triển vũ khí. Favreau tuyển Howard vì ông thấy anh có thể đóng War Machine trong phần phim tiếp nối.[15] Howard đã chuẩn bị cho vai diễn bằng việc ghé thăm Căn cứ Không quân Nellis vào ngày 16 tháng 3 năm 2007. Tại đây anh tham gia ăn uống cùng các phi công và quan sát những chiếc trực thăng cứu hộ HH-60 Pave Hawk và F-22 Raptor.[16] Trong khi nhân vật Rhodes trong nguyên tác truyện tranh trở nên gian giảo hơn sau khi gặp Stark, thì khuôn mẫu nhân vật cũ của anh đóng cặp khá ăn ý với Stark, và anh không chắc rằng liệu những hành động của Stark có chấp nhận được hay không. "Rhodes hoàn toàn chán ghét lối sống của Tony, nhưng ở một khía cạnh nào đó anh ta nhận ra rằng, biết đâu lại còn một con đường khác". Howard cho biết, "Liệu lối sống của ai mới là đúng; đó là lối sống quân sự khắt khe, hay lối sống của một kẻ tự do?".[14] Howard và cha anh đều là người hâm mộ Người Sắt, một phần vì Rhodes là một trong số ít những siêu anh hùng da màu khi anh còn bé.[17] Anh cũng là người hâm mộ của Downey kể từ khi xem anh trong phim Weird Science.[18]

- Jeff Bridges vai Obadiah Stane:
Stane là phó giám đốc, nhà cố vấn và bạn của Stark. Ông là kẻ đã phản bội anh để chiếm lấy vị trí tiếp quản công ty, và nghiên cứu lắp ráp một bộ giáp siêu năng lực khổng lồ để chống lại Stark. Bridges đọc truyện tranh từ khi còn bé và rất ưa thích cách tiếp cận hiện đại và thực tế của Favreau. Ông đã thực hiện điều mà mình muốn làm từ lâu, đó là cạo trọc đầu và nuôi râu để phục vụ cho vai diễn. Bridges còn tra google về Sách Obadiah, và ngạc nhiên khi biết rằng sự báo thù — điều mà Stane đại diện — lại là chủ đề chính trong cuốn kinh thánh đó.[19] Nhiều cảnh của Stane bị cắt để tập trung nhiều hơn vào Stark, nhưng các nhà biên kịch thấy diễn xuất của Bridges thể hiện rõ tính ứng dụng của phương châm "càng tối giản càng tốt".[20]

- Shaun Toub vai Yinsen:
Yinsen là người bạn tù của Stark trong ngục giam. Anh là người đã cấy một chiếc nam châm điện vào lồng ngực của Stark để "ngăn mảnh đạn vỡ làm Stark bị thương không chạm đến tim và giết chết anh"; Yinsen còn giúp Stark xây dựng bộ áo Người Sắt đầu tiên.[21][22]

- Gwyneth Paltrow vai Virginia "Pepper" Potts:
Potts là trợ lý riêng và đồng thời cũng là người yêu của Stark. Paltrow đã yêu cầu Marvel gửi bất kì tập truyện tranh nào mà họ cho rằng có liên quan đến hiểu biết của cô về nhân vật; cô coi Potts là một người rất thông minh, điềm đạm và nhạy cảm. Favreau muốn mối quan hệ giữa Potts và Stark phải gợi ta nhớ đến các tác phẩm hài hước của thập niên 1940, điều làm Paltrow thấy thích thú "theo cách ngây thơ nhưng quyến rũ".[23]

Ngoài ra, Faran Tahir xuất hiện trong vai Raza, thủ lĩnh của nhóm Ten Rings; Paul Bettany lồng tiếng cho J.A.R.V.I.S., hệ thống trí tuệ nhân tạo riêng của Stark; Leslie Bibb thủ vai Christine Everhart, một phóng viên của tạp chí Vanity Fair; trong khi Clark Gregg xuất hiện trong vai Phil Coulson, một đặc vụ S.H.I.E.L.D.. Will Lyman là người thuyết minh trong lễ trao giải thưởng mở đầu phim. Đạo diễn Jon Favreau vào vai Happy Hogan, vệ sĩ kiêm lái xe của Stark, còn diễn viên Samuel L. Jackson đóng vai khách mời Nick Fury, giám đốc của S.H.I.E.L.D., trong phân cảnh post-credit. Trước đây khuôn mặt của Jackson từng được sử dụng làm mẫu cho phiên bản Nick Fury ấn hiệu trong Ultimate Marvel. Danh sách những vai khách mời còn lại trong phim gồm: Stan Lee thủ vai người đàn ông bị Stark nhầm lẫn với Hugh Hefner tại một bữa tiệc; Tom Morello, người thể hiện phần nhạc guitar cho bộ phim, vào vai một tên lính khủng bố; và Jim Cramer cũng thủ vai chính mình. Ghostface Killah có một vai khách mời trong phân cảnh Stark ở Dubai, nhưng cảnh quay này đã bị cắt khỏi bản chiếu rạp.

## Sản xuất

### Phát triển
Tháng 4 năm 1990, Universal Studios đã mua lại bản quyền để phát triển Người Sắt trên màn ảnh rộng, với dự định là một bộ phim có kinh phí thấp với Stuart Goldon đảm nhiệm vị trí đạo diễn. Đến tháng 2 năm 1996, 20th Century Fox mua lại bản quyền phim từ Universal. Vào tháng 1 năm 1997, Nicolas Cage bày tỏ sự quan tâm tới vai diễn Người Sắt, trong khi vào tháng 12 năm 1998, Tom Cruise cũng ngỏ ý tham gia vào khâu sản xuất cũng như thủ một vai diễn trong bộ phim này. Jeff Vintar và nhà đồng sáng tạo Người Sắt Stan Lee đã cùng viết một cốt truyện cho Fox, rồi Vintar tiếp tục phát triển cốt truyện đó thành một kịch bản. Kịch bản này sáng tạo ra một nguồn gốc khoa học viễn tưởng mới cho nhân vật và lấy MODOK làm phản diện chính. Tom Rothman, Chủ tịch bộ phận Sản xuất của Fox đã ghi nhận kịch bản này khi nó giúp ông hiểu sâu hơn về nhân vật. Tháng 5 năm 1999, Jeffrey Caine được thuê để viết lại phần kịch bản trước đó của Vintar và Lee. Tháng 10 cùng năm, hãng Fox tiếp cận và mời Quentin Tarantino tham gia viết kịch bản và đạo diễn bộ phim, rồi sau đó tiếp tục bán bản quyền phim cho New Line Cinema vào tháng 12, với lập luận rằng mặc dù kịch bản của Vintar/Lee rất tốt, nhưng hãng phim đã có quá nhiều siêu anh hùng Marvel để phát triển và "chúng tôi không tài nào xoay xở hết".
—Alfred Gough nói về phần kịch bản nháp đã bị hủy bỏ của Nick Cassavetes và New Line.
Tháng 7 năm 2000, Ted Elliott, Terry Rossio và Tim McCanlies là những người thực hiện khâu kịch bản phim cho New Line. Kịch bản của McCanlies sử dụng ý tưởng về nhân vật khách mời Nick Fury để tạo nên một bộ phim của riêng ông. Vào tháng 6 năm 2001, New Line bước vào cuộc đàm phán với Joss Whedon, một người hâm mộ của Người Sắt, cho vị trí đạo diễn; vào tháng 12 năm 2002, McCanlies đã cho ra đời một kịch bản hoàn chỉnh. Tháng 12 năm 2004, xưởng phim tiếp cận đạo diễn Nick Cassavetes với mục tiêu phát hành bộ phim vào năm 2006. Kịch bản phim do Alfred Gough, Miles Millar và David Hayter thực hiện, với nội dung xoay quanh việc Người Sắt đối đầu với cha mình là Howard Stark, người sẽ trở thành War Machine sau này. Sau quá trình hai năm phát triển không thành công cũng như đổ bể trong thỏa thuận với Cassavetes, New Line Cinema đã hoàn trả bản quyền phim lại về tay Marvel.
Tháng 11 năm 2005, Marvel Studios bắt đầu phát triển lại bộ phim từ con số không, đồng thời xác nhận Người Sắt sẽ là phim điện ảnh độc lập đầu tiên của hãng, vì Người Sắt là nhân vật lớn duy nhất của Marvel chưa được chuyển thể lên các phim người đóng. Theo lời của nhà hỗ trợ sản xuất Jeremy Latcham, "chúng tôi đã tìm kiếm khoảng 30 nhà biên kịch và họ đều từ chối"; ông cho biết họ không quan tâm đến dự án bởi nhân vật Người Sắt có quá ít tên tuổi mà chưa kể nó lại là tác phẩm duy nhất do Marvel sản xuất. Thậm chí việc biên tập lại kịch bản trong khi phim đã có một kịch bản hoàn chỉnh cũng bị nhiều người từ chối. Để xây dựng nhận thức về Người Sắt từ khán giả đại chúng và đưa nhân vật lên cùng mức độ nổi tiếng với Người Nhện và Hulk, Marvel đã cử các nhóm tập trung để loại bỏ nhận thức chung về việc Người Sắt là một cỗ máy. Sau khi các nhóm thực hiện chiến dịch thành công, lượng thông tin mà Marvel thu thập được đã giúp hãng lập nên một kế hoạch xây dựng nhận thức khán giả, bao gồm việc phát hành ba phim hoạt hình ngắn trước ngày phim chính thức ra rạp. Chuỗi phim ngắn này được gọi chung là "Iron Man Advertorials", do Tim Miller và Blur Studio sản xuất.

### Tiền kỳ
Jon Favreau được thuê làm đạo diễn phim vào tháng 4 năm 2006, ông đã ăn mừng công việc mới bằng cách thực hiện chế độ ăn kiêng để giảm tới 70 pound (32 kg). Farveau muốn làm việc với nhà sản xuất Avi Arad của Marvel trong một phim khác nữa sau khi họ cùng hợp tác với nhau trong Daredevil. Vị đạo diễn tìm thấy cơ hội tốt để tạo ra một "phim gián điệp kinh điển" mang màu sắc chính trị và đầy tham vọng trong Người Sắt, lấy cảm hứng từ Tom Clancy, James Bond và RoboCop, đồng thời so sánh cách tiếp cận của mình với một phim độc lập—"[Nếu như] Robert Altman là đạo diễn của Superman"—và Batman Begins. Favreau muốn biến Người Sắt trở thành câu chuyện về một người đàn ông trưởng thành tự tái tạo lại bản thân mình sau khi phát hiện ra thế giới phức tạp hơn rất nhiều so với những gì mà anh hằng tin tưởng lúc ban đầu. Favreau còn thay đổi nguồn gốc chiến tranh Việt Nam của nhân vật thành Afghanistan, vì ông không muốn làm một bộ phim cổ trang. Art Marcum và Matt Holloway được thuê để viết kịch bản, trong khi bộ đôi Mark Fergus và Hawk Ostby lại viết một kịch bản khác, còn Favreau đóng vai trò biên tập cả hai kịch bản, với John August là người "đánh bóng" cho phiên bản kết hợp này. Favreau còn mời đội ngũ thực hiện bộ truyện tranh nguyên tác gồm Mark Millar, Brian Michael Bendis, Joe Quesada, Tom Brevoort, Axel Alonso và Ralph Macchio vào vai trò cố vấn cho kịch bản.
Favreau lên kế hoạch tuyển một diễn viên mới cho vai chính vì "những bộ phim đó không yêu cầu một ngôi sao đắt giá; còn Người Sắt là một ngôi sao, siêu anh hùng chính là ngôi sao. Thành công từ X-Men và Người Nhện mà không có ngôi sao nào chèo lái đã chứng minh rằng bộ phim có thể có được thành công về mặt thương mại". Tuy nhiên vào tháng 9 năm 2006, Robert Downey, Jr. được tuyển vào vai diễn. Favreau chọn Downey, một người hâm mộ truyện tranh, vì ông thấy quá khứ của nam diễn viên này khiến anh trở thành lựa chọn thích hợp nhất cho vai diễn; ông giải thích, "Những thăng trầm trong cuộc đời Robert đều ở ngay trước mắt khán giả. Cậu ấy phải tìm ra được sự cân bằng nội tâm thì mới có thể vượt qua được những trở ngại và tiến xa hơn trong sự nghiệp của mình. Đó mới chính là Tony Stark". Favreau đã đối mặt với sự phản đối từ Marvel về việc tuyển Downey vào vai, nhưng ông không đưa ra bất cứ bình luận nào; ông cho biết, "Công việc của một đạo diễn như tôi là cho họ thấy rằng đó là lựa chọn sáng tạo nhất... mọi người đều biết cậu ấy rất tài năng, [và] nhờ việc tìm hiểu kỹ về nhân vật và phát triển kịch bản tôi mới nhận thấy nhân vật này trùng khớp với Robert theo cả khía cạnh tốt lẫn xấu". Trong quá trình chuẩn bị quay phim, Elon Musk đã tặng cho Downey và Favreau một chuyến tham quan tại SpaceX. Downey cho biết, "Elon có lẽ là người mà Tony hoàn toàn có thể đã cùng đi chơi và tiệc tùng, hoặc có lẽ họ đã có một chuyến tản mạn trong một khu rừng kì lạ nào đó cùng nhau để uống vài đồ uống cùng các pháp sư".
Quá trình tuyển các vai phụ cũng diễn ra trong vài tháng kế tiếp: Terrence Howard nhận vai Jim Rhodes, người bạn thân của Stark, vào tháng 10 năm 2006; Gwyneth Paltrow nhận vai người yêu Virginia "Pepper" Potts vào tháng 1 năm 2007; và Jeff Bridges được tuyển vào một vai không rõ danh tính vào tháng 2. Việc lựa chọn một nhân vật phản diện cho phim là rất khó khăn, bởi Favreau nhận thấy nếu kẻ thù chính của Người Sắt là Mandarin sẽ bị thiếu tính thực tế, đặc biệt là sau khi Mark Millar đưa ra nhận định của mình về kịch bản. Ông thấy chỉ trong một phần phim tiếp nối, với một bối cảnh khác thì tính kỳ ảo của những chiếc nhẫn Mandarin mới trở nên phù hợp hơn. Quyết định đặt nhân vật này vào đúng bối cảnh có nét tương đồng với Sauron trong Chúa tể những chiếc nhẫn hay Palpatine trong Chiến tranh giữa các vì sao. Favreau còn muốn Người Sắt đối đầu với một kẻ thù khổng lồ. Việc chuyển vai phản diện từ Mandarin sang Obadiah Stane được hoàn thành sau khi Bridges nhận vai diễn này, dù ban đầu nhân vật Stane vốn được sắp xếp để xuất hiện trong phần phim thứ hai. Crimson Dynamo cũng từng là một phản diện trong những kịch bản nháp ban đầu. Favreau cho rằng việc phim chủ đích gài những chi tiết ẩn dành cho người hâm mộ truyện tranh là vô cùng cần thiết, chẳng hạn như việc gắn biệt hiệu liên lạc "Whiplash 1" và "Whiplash 2" cho hai máy bay chiến đấu tấn công Người Sắt khiến người ta liên tưởng tới nhân vật phản diện Whiplash trong nguyên tác truyện tranh, và ngoài ra còn có thể kể đến chi tiết tấm khiên của Captain America trong xưởng của Stark.

Mẫu mô hình của bộ giáp "Iron Monger" trong phim.

Favreau muốn bộ phim trở nên chân thực bằng việc thay đổi cấu trúc của bộ giáp Người Sắt theo ba giai đoạn. Công ty của Stan Winston, một người hâm mộ truyện tranh và từng làm việc với Favreau trong Zathura đã đảm nhận việc xây dựng những phiên bản kim loại và cao su của các bộ giáp. Thiết kế ban đầu của bộ Mark I khiến nó trông như được tạo nên từ vật liệu phụ tùng. Phần lưng ít bọc thép hơn so với phần ngực, bởi vì Stark sẽ sử dụng nguồn năng lượng trên ngực để tấn công lên phía trước. Bộ giáp cũng như điềm báo về thiết kế bộ giáp của Stane. Stan Winston Studios đã dựng nên một bộ giáp nặng 90 pound (41 kg), gây lo ngại lớn khi một diễn viên đóng thế bị ngã lộn nhào ở bên trong, dù cả người đóng thế và bộ giáp đều không gặp vấn đề gì. Thiết kế của bộ giáp cũng linh hoạt để diễn viên có thể mặc chỉ phần nửa trên trong một số thời điểm. Stan Winston Studios còn dựng nên một phiên bản cử động cao 10 foot (3,0 m), nặng 800 pound (360 kg) của "Iron Monger"(Obadiah Stane), biệt danh mà Stane gọi Tony Stark và chính hắn ở đoạn đầu phim, nhưng chưa bao giờ thực sự được gán lên cho chính bộ giáp trong phim. Phiên bản cử động này cần đến năm kĩ sư thợ máy cho cánh tay để dựng nó nên trên một khớp nối Cardan nhằm mô phỏng các chuyển động vật lí. Công ty của Stan Winston sử dụng một mô hình tỉ lệ cho những cảnh quay thiết kế bộ giáp. Bộ Mark II có nguyên mẫu giống máy bay với phần cánh lộ ra ngoài. Nghệ sĩ truyện tranh Người Sắt là Adi Granov đã thiết kế bộ Mark III cùng với họa sĩ minh họa Phil Saunders. Thiết kế của Gravnov là nguồn cảm hứng chính cho bộ giáp trong phim, và ông đã tiến tới gặp đội ngũ làm phim sau khi nhìn thấy tác phẩm của mình trên trang MySpace của Jon Farveau. Saunders đã sắp xếp hợp lý concept art của Granov, đồng thời chỉnh sửa để giảm thiểu tính hoạt họa theo tỉ lệ. Saunders còn thiết kế bộ giáp cho War Machine, tuy nhiên nó đã "bị tỉnh lược khỏi kịch bản sau một nửa quá trình tiền kỳ". Anh giải thích rằng bộ War Machine "sẽ lấy tên Mark IV và sẽ trang bị những bộ phận trao đổi vũ khí hóa từng có trên bộ giáp Mark III gốc"; anh nói thêm "Tony Stark sẽ mặc bộ đồ trong phân cảnh quyết đấu cuối cùng."

### Quay phim

Biệt thự của Stark trong phim

Khâu sản xuất phim đặt cơ sở tại những sân khấu âm thanh cũ của Hughes Company ở Playa Vista, Los Angeles, California. Howard Hughes là một trong những nguồn cảm hứng cho nguyên tác truyện tranh, và các nhà làm phim thừa nhận không phải ngẫu nhiên mà họ sẽ quay cảnh Người Sắt chế tạo ra bộ giáp Mark III bay ở chính nơi xây dựng máy bay Hughes H-4 Hercules. Favreau bác bỏ việc đặt bối cảnh Đông Duyên hải Hoa Kỳ của truyện tranh bởi có quá nhiều phim siêu anh hùng lấy bối cảnh ở đó.
Phim bấm máy vào ngày 12 tháng 3 năm 2007, với vài tuần đầu dành để quay cảnh Stark bị nhốt trong ngục ở Afghanistan. Hang động nơi Stark bị nhốt dài từ 150 đến 200 thước Anh (140–180 m), gồm nhiều thiết bị ba chạc di động ở trong hang nhằm cho phép đoàn làm phim hoạt động tự do hơn. Nhà thiết kế sản xuất J. Michael Riva xem trích đoạn ngắn của một chiến binh Taliban ở Afghanistan, và nhìn thấy hơi thở lạnh khi anh ta nói. Riva nhận ra rằng những hang động ở xa thực sự rất lạnh, vì vậy ông đã lắp đặt hệ thống điều hòa không khí trên phim trường. Ông còn tìm kiếm lời khuyên của Downey về các vật dụng tạm thời ở trong tù, chẳng hạn như dùng một chiếc lót giày để pha trà. Sau đó cảnh Stark bị giam cầm diễn ra ở Lone Pine, trong khi các địa điểm quay những cảnh bên ngoài khác tại Afghanistan là cồn cát sa mạc Olancha, nơi đoàn làm phim chịu đựng sức gió từ 40 đến 60 dặm Anh trên giờ (64–97 km/h). Quá trình quay phim ở Căn cứ Không quân Edwards bắt đầu giữa tháng 4 và kết thúc ngày 2 tháng 5. Các cảnh ngoại thất cho biệt thự của Stark được thêm vào các đoạn quay tại Point Dume ở Malibu, trong khi cảnh nội thất được dựng tại Playa Vista, nơi Favreau và Riva muốn làm cho nhà của Stark trông ít vị lai và đậm tính cơ khí hơn. Phim đóng máy vào ngày 25 tháng 6 năm 2007 ở Caesars Palace tại Las Vegas, Nevada. Favreau, một người mới với dòng phim hành động cho biết, "Tôi bị sốc khi mình [đã] thực hiện đúng lịch trình". Ông đã thuê "những người giỏi chỉ đạo hành động", vì vậy "câu chuyện này [khiến] nó cảm giác như thuộc về một thể loại truyện tranh vậy".
Có nhiều sự ứng biến trong các cảnh đối thoại, bởi phần kịch bản chưa hoàn thiện khi phim bấm máy do các nhà làm phim tập trung vào cốt truyện có nghĩa và lập kế hoạch dựng cảnh hành động. Favreau thấy rằng sự ứng biến sẽ làm cho bộ phim trở nên tự nhiên hơn. Một vài cảnh quay sử dụng hai máy quay để thu lại những lời thoại trực tiếp trên phim trường. Nhiều cảnh quay phải thực hiện lại vì mỗi lần quay Downey lại muốn thử điều gì đó mới mẻ. Ý tưởng của Downey là nhờ Stark giữ một buổi họp báo trên tầng, và anh đã tạo ra bài phát biểu mà Stark thực hiện khi đang biểu diễn vũ khí Jericho. Bridges ví cách tiếp cận này như một "phim điện ảnh 200 triệu USD do sinh viên thực hiện" và nhấn mạnh rằng nó khiến các giám đốc của Marvel vô cùng căng thẳng khi những ngôi sao đều cố gắng sáng tạo ra lời thoại ngay trong ngày quay phim. Ông cũng lưu ý rằng trong một số trường hợp, ông và Downey sẽ hoán đổi nhân vật với nhau để diễn tập nhằm xem lời thoại của họ nghe lên sẽ như thế nào. Lời thoại cho nhân vật khách mời Nick Fury cũng bị thay đổi trên phim trường, khi nhà viết truyện tranh Brian Michael Bendis cung cấp ba trang lời thoại cho vai diễn này, và các nhà làm phim chọn ra những đoạn thoại hay nhất để ghi hình. Dù đã có một đội ngũ làm phim đảm bảo việc ghi hình cảnh quay cho vai khách mời Nick Fury được giữ bí mật, những lời đồn đoán đã xuất hiện trên mạng Internet chỉ vài ngày sau. Chủ tịch Marvel Studios, Kevin Feige, đã xóa những cảnh đó khỏi bản xem trước nhằm duy trì sự bất ngờ và giữ sự tò mò của người hâm mộ.

### Hậu kỳ
Mối lo ngại chính của Favreau với hiệu ứng hình ảnh của phim là sự chuyển đổi giữa mô phỏng máy tính và trang phục thực tế liệu có quá lộ không. Sau khi xem Cướp biển vùng Caribbean 3: Nơi tận cùng thế giới và Transformers, ông đã thuê công ty hiệu ứng Industrial Light & Magic (ILM) thực hiện phần lớn lượng kỹ xảo trong phim. The Orphanage và The Embassy tham gia vào công tác hỗ trợ, trong đó The Embassy có thực hiện một phiên bản kĩ thuật số của bộ giáp Mark I sau này. Để giúp hoạt họa hóa các bộ đồ một cách tinh tế hơn, các hình ảnh đôi khi được ghi lại khi Downey chỉ đội duy nhất phần giáp mặt, giáp tay và giáp ngực của trang phục với sự giúp đỡ của công nghệ ghi hình chuyển động, đồng thời thực hiện quay những người nhảy dù trong một đường hầm gió thẳng đứng để nghiên cứu kĩ hơn về nguyên lý bay. Những cảnh bay của bộ giáp Mark III được hoạt họa lại cho thực tế hơn thông qua việc cho bộ giáp cất cánh chậm hơn và đáp đất nhanh hơn. Để tạo ra những cảnh chiến đấu giữa F-22 Raptors và phi cơ F-22 Raptors, các máy quay được đưa lên không trung để tăng hiệu ứng vật lý về gió và sương giá trên ống kính máy quay.

## Âm nhạc
Nhà soạn nhạc Ramin Djawadi vốn một người hâm mộ của Người Sắt từ khi còn nhỏ, cho biết anh vẫn luôn yêu thích những siêu anh hùng mà "thực chất chẳng có siêu năng lực nào cả". Sau khi người cộng tác cũ của Favreau là John Debney không thể tham gia biên soạn nhạc phim, Djawadi đã tự tìm kiếm người có thể đảm nhiệm vai trò này. Favreau có một tầm nhìn rõ ràng về phần nhạc heavy metal và guitar cho dự án, ông nói rằng Tony Stark giống một ngôi sao nhạc rock hơn là một siêu anh hùng truyền thống. Sau đó Djawadi đã sử dụng guitar để sáng tác hầu hết các bản nhạc nền phim, trước khi biên khúc lại thành các bản giao hưởng. Djawadi nhận được nhiều sự giúp đỡ trong quá trình biên khúc và xử lý nhạc phẩm từ phía Hans Zimmer và Remote Control Productions. Ngoài ra Tom Morello, người chơi guitar cho ban nhạc Rage Against the Machine, đồng thời cũng có một vai diễn khách mời trong phim, là người đảm nhận trình bày các giai điệu guitar trong nhạc phim. Trong phim còn có sự xuất hiện của bản biên khúc bài hát chủ đề của Người Sắt từ phim hoạt hình The Marvel Super Heroes năm 1966, do các cộng tác viên lâu năm của Favreau là John O'Brien và Rick Boston thực hiện. Hãng đĩa Lions Gate Records phát hành một album nhạc phim bao gồm các bản nhạc nền của Djawadi vào ngày 29 tháng 4 năm 2008.

## Phát hành
Buổi lễ ra mắt Người Sắt diễn ra tại rạp chiếu phim Greater Union ở George Street, Sydney vào ngày 14 tháng 4 năm 2008. Phim được công chiếu tại Hoa Kỳ ngày 2 tháng 5 năm 2008, trong khi ngày phát hành quốc tế được đẩy lên ngày 30 tháng 4 năm 2008. Tại Việt Nam, MegaStar Cineplex là đơn vị phát hành phim tại các cụm rạp ở Hà Nội, Hải Phòng, Biên Hòa và Thành phố Hồ Chí Minh, với lịch khởi chiếu là 16 tháng 5 năm 2008. Ngày 30 tháng 8 năm 2018, Người Sắt đã được chiếu ở định dạng IMAX lần đầu tiên tại liên hoan IMAX kỉ niệm 10 năm của Marvel Studios.

### Quảng bá

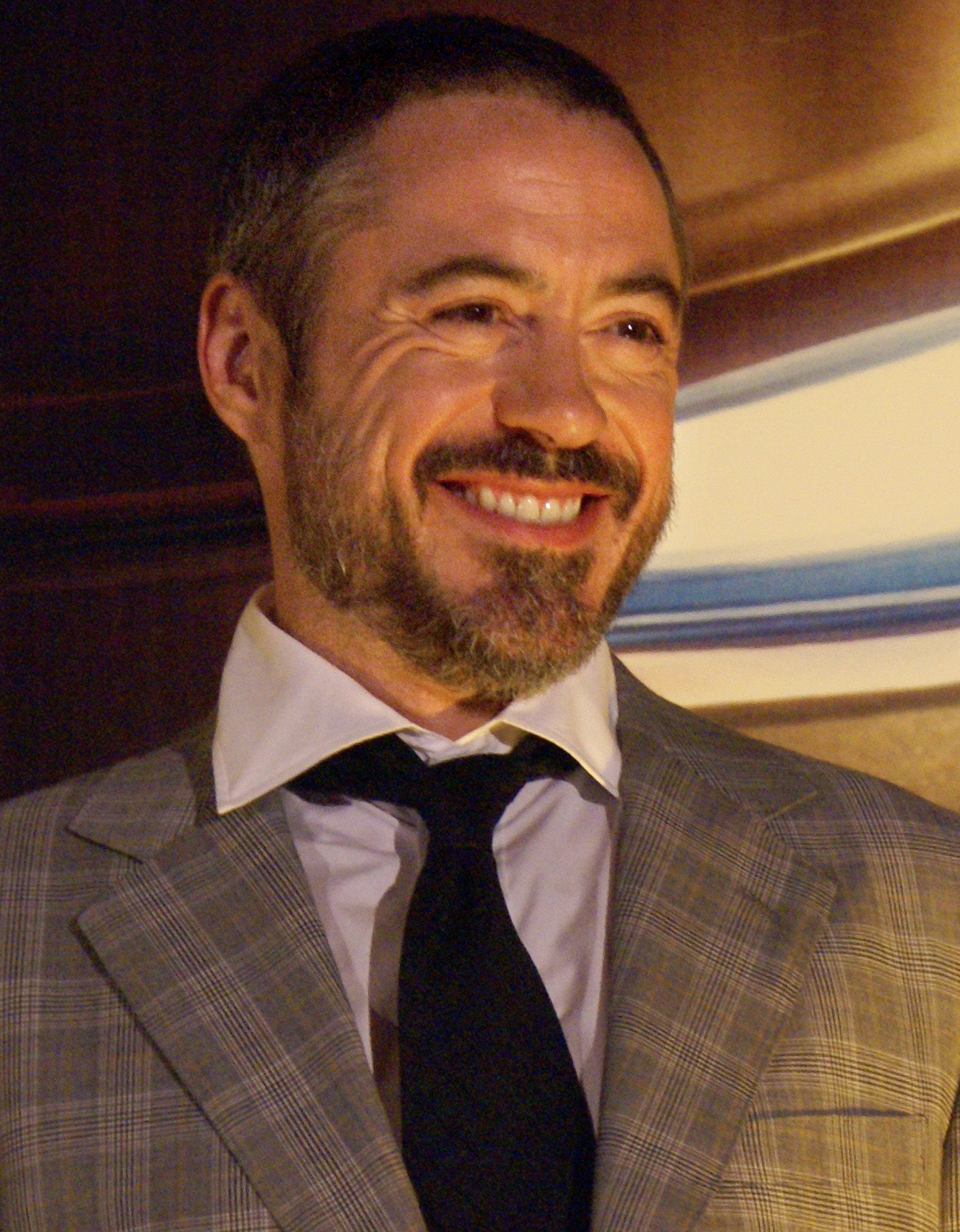
Downey quảng bá phim tại thành phố Mexico.

Marvel và Paramount thực hiện chiến dịch quảng bá cho Người Sắt theo khuôn mẫu mà Transformer đã từng làm trước đó. Tháng 5 năm 2008, Sega đã phát hành một trò chơi điện tử ăn theo dựa trên bộ phim trên nhiều nền tảng trò chơi điện tử. Downey, Howard và Taub cũng thực hiện lồng tiếng cho các nhân vật của họ trong trò chơi này. Một trích đoạn dài 30 giây của bộ phim đã được phát sóng trong thời gian giờ nghỉ của sự kiện Super Bowl XLII. Ngoài ra, 6.400 cửa hàng 7-Eleven tại Hoa Kỳ đã tham gia quá trình quảng bá bộ phim, và tập đoàn LG cũng thực hiện một thỏa thuận với Paramount. Công ty Hasbro đã sản xuất ra dòng mô hình đồ chơi của các bộ giáp xuất hiện trong phim, cũng như mô hình của Titanium Man, một nhân vật xuất hiện trong trò chơi điện tử, và bộ giáp từ bộ truyện tranh World War Hulk. Hai thương hiệu Burger King và Audi cũng thực hiện các chiến dịch quảng bá toàn cầu cho Người Sắt. Jon Farveau được giao vai trò đạo diễn một đoạn quảng cáo cho chuỗi đồ ăn nhanh, tương tự như việc Michael Bay đã từng thực hiện đối với Transformers. Trong bộ phim, Tony Stark lái một chiếc Audi R8 và nhận được một chiếc hamburger phô mai Mỹ từ Burger King sau cuộc giải cứu từ Afghanistan, đây là một phần của thỏa thuận quảng cáo thương hiệu trong điện ảnh của hãng với công ty Burger King. Ba chiếc xe khác, xe Audi S6 mui kín, Audi S5 thể thao và Audi Q7 SUV cũng xuất hiện trong phim. Audi đã lập ra một trang web ăn theo giống như General Motors thực hiện cho Transformers. Tập đoàn công nghệ Oracle Corporation cũng quảng bá cho phim trên trang chủ của hãng. Một vài tập truyện tranh ăn theo cũng được phát hành để tiếp thị cho bộ phim.

### Giải trí tại gia
Công ty Paramount Home Media Distribution đã phát hành Người Sắt dưới định dạng DVD và đĩa Blu-ray ngày 30 tháng 9 năm 2008 tại Bắc Mỹ và ngày 27 tháng 10 năm 2008 tại châu Âu. Doanh số bán DVD rất thành công với hơn 4 triệu bản tiêu thụ trong tuần đầu phát hành, đạt tổng doanh số hơn 93 triệu USD. Tổng cộng 9 triệu bản được tiêu thụ, với doanh số cộng dồn rơi vào khoảng hơn 160 triệu đô la Mỹ (chưa tính doanh thu phát hành Blu-ray). Về bản phim phát hành tại gia, hình ảnh trên tờ báo mà Stark đọc trước khi anh tuyên bố mình là Người Sắt đã bị chỉnh sửa vì nhiếp ảnh gia nghiệp dư Ronnie Adams nộp đơn kiện Paramount và Marvel vì sử dụng hình ảnh do thám ở trường quay trong cảnh phim. Phiên bản đĩa do Walmart phát hành độc quyền bao gồm một trích đoạn giới thiệu của loạt phim hoạt hình Iron Man: Armored Adventures.
Ngoài ra Người Sắt còn được tổng hợp trong một hộp 10 đĩa mang tên Marvel Cinematic Universe: Phase One – Avengers Assembled, bao gồm tất cả những bộ phim trong Giai đoạn Một của Vũ trụ Điện ảnh Marvel. Walt Disney Studios Home Entertainment đã phát hành hộp đĩa này vào ngày 2 tháng 4 năm 2013.

## Đón nhận

### Doanh thu phòng vé
Người Sắt thu về tổng cộng 318 triệu USD chỉ tính riêng tại thị trường Mỹ và Canada, và 266,8 triệu USD tại các quốc gia và vùng lãnh thổ khác, đưa tổng mức doanh thu toàn cầu lên tới 585,2 triệu USD.
Trong dịp cuối tuần đầu tiên công chiếu, Người Sắt thu về 98,6 triệu USD tại 4.105 cụm rạp ở Mỹ và Canada, đứng đầu bảng xếp hạng doanh thu phòng vé và đồng thời trở thành phim điện ảnh có doanh thu ra mắt cao thứ mười một mọi thời đại tại thời điểm đó. Đây còn là phim chiếu rạp có doanh thu cao thứ chín và phim có doanh thu dịp cuối tuần mở màn cao thứ ba trong năm 2008, sau Indiana Jones và vương quốc sọ người và Kỵ sĩ bóng đêm. Phim thu về 35,2 USD trong ngày chiếu đầu tiên, trở thành phim có doanh thu ngày ra mắt cao thứ mười ba mọi thời đại tại thời điểm đó. Người Sắt là phim không phải phần tiếp nối có doanh thu ra mắt cao thứ hai mọi thời đại chỉ sau Người Nhện (2002), đồng thời cũng là phim siêu anh hùng có doanh thu mở màn cao thứ tư. Phim cũng dẫn đầu về doanh thu phòng vé ở Mỹ và Canada trong dịp cuối tuần thứ hai công chiếu, với con số 51,1 triệu USD, nhờ đó trở thành phim có doanh thu dịp cuối tuần thứ hai cao thứ mười hai mọi thời đại, và cao thứ mười lăm đối với một phim không phải phần tiếp nối. Ngày 18 tháng 6 năm 2008, Người Sắt trở thành phim đầu tiên trong năm vượt qua mức doanh thu 300 triệu USD tại thị trường nội địa.

### Đánh giá chuyên môn
Trên hệ thống tổng hợp kết quả đánh giá Rotten Tomatoes, phim nhận được 94% lượng đồng thuận dựa theo 268 bài đánh giá, với điểm trung bình là 7,7/10. Các chuyên gia của trang web nhất trí rằng, "Nhờ sức hút tuyệt vời của Robert Downey Jr., Người Sắt đã định nghĩa lại dòng phim siêu anh hùng bằng trí thông minh sắc sảo và sự hài hước truyền cảm hứng." Tháng 5 năm 2008, nhà phê bình Jen Yamato của Rotten Tomatoes đã gọi Người Sắt là "phim được đánh giá tốt nhất năm cho tới giờ". Trên trang Metacritic, phim đạt số điểm 79 trên 100, dựa trên 38 nhận xét, chủ yếu là những lời khen ngợi.
Nhà phê bình phim Todd McCarthy từ tạp chí Variety đã ví Người Sắt như một "khúc phóng túng tràn ngập kỹ xảo giải trí đầy cởi mở" với "nguồn năng lượng tươi mới và đầy phong cách", trong khi đó Kirk Honeycutt của The Hollywood Reporter dù khen ngợi bộ phim, vẫn bày tỏ chút "thất vọng với cuộc chiến giữa những bộ giáp Người Sắt... không hiểu kẻ thù của Tony học cách sử dụng bộ giáp ấy kiểu gì?" Trong một bài bình luận trên tờ Newsday, Frank Lovece tán dương "tính chân thực trong cảm xúc... những vai diễn hoàn hảo và những lý thuyết khoa học có tính xác thực cao" đã khiến bộ phim "trung thành với nguyên tác gốc dù vẫn có những cải biên – và khiến ta nhận ra rằng điều khiến chất liệu gốc ấy trở nên lâu bền đến vậy, không phải là độ ngầu của chàng trai trong bộ giáp kim loại, mà là những tình huống đã đưa anh đến với nó". A. O. Scott từ The New York Times đã gọi Người Sắt là "một tác phẩm siêu anh hùng tuyệt vời hiếm thấy. Hoặc ít nhất – vì nó cũng có một vài lỗi nhỏ – một bộ phim siêu anh hùng tuyệt vời theo một cách hiếm có." Garth Franklin của tờ Dark Horizons bình luận, "bối cảnh ấn tượng và những trang thiết bị cơ khí kết hợp hài hòa với công nghệ CGI", và nhận xét, "Robert Downey Jr., cùng đạo diễn Jon Favreau... chính là sự cộng hưởng. Kết quả của nó chính là, dù giữ nguyên nguyên tác hay cải biên, thì bộ phim vẫn tự làm mới nó bằng sự nghiêm túc trong việc tránh bỏ phong cách chính kịch đen tối để trở thành một bộ phim hành động dễ hiểu và làm hài lòng người xem với chủ đề phản chiến và chuộc tội".
David Edelstein từ tạp chí New York gọi bộ phim là "một tác phẩm thần thoại đầy cân đối... Favreau không hề bê nguyên xi nguyên tác truyện tranh, ít nhất là trong nửa đầu bộ phim. Anh đã khiến nó trở nên thật hơn – bạn sẽ cảm giác như mình đang xem một tác phẩm quân sự giật gân vậy", trong khi ngược lại, David Denby từ The New Yorker lại có những đánh giá tiêu cực, "một cảm giác chán nản, trôi tuột xuyên suốt cả bộ phim... Gwyneth Paltrow, với tôi mắt mở to và cùng nhịp tim đập thình thịch, thì cũng chẳng làm được gì nhiều trong vai diễn người bạn gái trợ lý kiểu cổ điển, một người yêu mà chẳng dám nói, của Stark; Terrence Howard, vào vai một người lính luôn theo sát Stark, trông thật vô hồn và vô giá trị". Còn Todd Gilchrist từ IGN thì công nhận Downey là "điều tuyệt vời nhất" trong bộ phim, "với nhiệm vụ dẫn dắt câu chuyện, cung cấp những điều kiện để phát triển nội dung cũng như chi tiết nhân vật để lấp đầy 'câu chuyện về nguồn gốc' này, cùng các diễn viên phụ đã thổi hồn cho những vai diễn khác". Nhận thấy các yếu tố văn hóa trong phim, Cristobal Giraldez Catalan của Bright Lights Film Journal bình luận, "Người Sắt đã vượt xa hơn mức một bộ phim kỳ ảo làng chơi; chúng ta có thể nhận ra ở đó những chính sách đối ngoại của Mỹ [... và] với lối tường thuật và chỉ đạo chính xác, một lần nữa bộ phim đã cho ta thấy rõ về một Hollywood kỳ thị nữ giới và người Hồi giáo mà chúng ta vốn luôn biết đến."

### Giải thưởng
| Năm  | Tên giải thưởng                 | Hạng mục                                                                    | Người nhận                                                                            | Kết quả   | Chú thích       |
| ---- | ------------------------------- | --------------------------------------------------------------------------- | ------------------------------------------------------------------------------------- | --------- | --------------- |
| 2008 | Giải Điện ảnh của MTV           | Phim điện ảnh hè hay nhất                                                   | Người Sắt                                                                             | Đoạt giải | [ 123 ]         |
| 2008 | Teen Choice Awards              | Lựa chọn phim điện ảnh: Hành động                                           | Người Sắt                                                                             | Đề cử     | [ 124 ]         |
| 2008 | Teen Choice Awards              | Lựa chọn nam diễn viên điện ảnh: Hành động                                  | Robert Downey Jr.                                                                     | Đề cử     | [ 124 ]         |
| 2008 | Teen Choice Awards              | Lựa chọn nữ diễn viên điện ảnh: Hành động                                   | Gwyneth Paltrow                                                                       | Đề cử     | [ 124 ]         |
| 2008 | Teen Choice Awards              | Phản diện hay nhất                                                          | Jeff Bridges                                                                          | Đề cử     | [ 124 ]         |
| 2008 | Scream Awards                   | Nữ diễn viên phim khoa học viễn tưởng hoặc truyền hình xuất sắc nhất        | Gwyneth Paltrow                                                                       | Đề cử     | [ 125 ]         |
| 2009 | People's Choice Awards          | Phim yêu thích nhất                                                         | Người Sắt                                                                             | Đề cử     | [ 126 ]         |
| 2009 | People's Choice Awards          | Ngôi sao hành động nam được yêu thích nhất                                  | Robert Downey Jr.                                                                     | Đề cử     | [ 126 ]         |
| 2009 | People's Choice Awards          | Ngôi sao điện ảnh nam được yêu thích nhất                                   | Robert Downey Jr.                                                                     | Đề cử     | [ 126 ]         |
| 2009 | People's Choice Awards          | Siêu anh hùng yêu thích nhất                                                | Robert Downey Jr. vai Người Sắt                                                       | Đề cử     | [ 126 ]         |
| 2009 | Giải SAG                        | Dàn diễn viên đóng thế điện ảnh xuất sắc nhất                               |                                                                                       | Đề cử     | [ 127 ]         |
| 2009 | USC Scripter Awards             | Giải Scripter thường niên lần thứ 21 của USC                                | Mark Fergus & Hawk Ostby và Art Marcum & Matt Holloway                                | Đề cử     | [ 128 ]         |
| 2009 | Giải BAFTA                      | Hiệu ứng hình ảnh đặc biệt xuất sắc nhất                                    | Shane Mahan, John Nelson, Ben Snow                                                    | Đề cử     | [ 129 ]         |
| 2009 | Giải Grammy                     | Giải Grammy cho Soạn nhạc Hay nhất cho Sản phẩm Truyền thông Hình ảnh       | Ramin Djawadi                                                                         | Đề cử     | [ 130 ]         |
| 2009 | Giải VES                        | Hiệu ứng hình ảnh xuất sắc trong phim điện ảnh có sử dụng hiệu ứng hình ảnh | Người Sắt                                                                             | Đề cử     | [ 131 ]         |
| 2009 | Giải VES                        | Hiệu ứng hình ảnh đơn của năm                                               | Ben Snow, Wayne Billheimer, Victoria Alonso, John Nelson                              | Đề cử     | [ 131 ]         |
| 2009 | Giải VES                        | Nhân vật đồ họa xuất sắc trong phim điện ảnh người đóng                     | Hal Hickel, Bruce Holcomb, James Tooley, John Walker                                  | Đề cử     | [ 131 ]         |
| 2009 | Giải VES                        | Mô hình và mô hình nhỏ xuất sắc trong phim điện ảnh                         | Aaron McBride, Russell Paul, Gerald Gutschmidt, Kenji Yamaguchi cho "Suit Up Machine" | Đề cử     | [ 131 ]         |
| 2009 | Giải VES                        | Kỹ thuật phối hình xuất sắc trong phim điện ảnh                             | Jonathan Rothbart, Dav Rauch, Kyle McCulloch, Kent Seki cho "HUD Compositing"         | Đề cử     | [ 131 ]         |
| 2009 | Giải Oscar                      | Hiệu ứng hình ảnh xuất sắc nhất                                             | John Nelson, Ben Snow, Dan Sudick và Shane Mahan                                      | Đề cử     | [ 132 ] [ 133 ] |
| 2009 | Giải Oscar                      | Biên tập âm thanh xuất sắc nhất                                             | Frank Eulner và Christopher Boyes                                                     | Đề cử     | [ 132 ] [ 133 ] |
| 2009 | Nickelodeon Kids' Choice Awards | Phim điện ảnh yêu thích nhất                                                | Người Sắt                                                                             | Đề cử     | [ 134 ] [ 135 ] |
| 2009 | Giải Empire                     | Phim hay nhất                                                               | Người Sắt                                                                             | Đề cử     | [ 136 ]         |
| 2009 | Giải Empire                     | Nam diễn viên xuất sắc nhất                                                 | Robert Downey Jr.                                                                     | Đề cử     | [ 137 ]         |
| 2009 | Giải Empire                     | Phim khoa học viễn tưởng/kì ảo/siêu anh hùng hay nhất                       | Người Sắt                                                                             | Đề cử     | [ 138 ]         |
| 2009 | Taurus World Stunt Awards       | Bom tấn xuất sắc nhất                                                       | Người Sắt                                                                             | Đoạt giải | [ 139 ]         |
| 2009 | Taurus World Stunt Awards       | Trưởng nhóm đóng thế và/hoặc trợ lý đạo diễn xuất sắc nhất                  | Thomas R. Harper, Phil Neilson, Keith Woulard                                         | Đề cử     | [ 139 ]         |
| 2009 | Taurus World Stunt Awards       | Đóng thế cảnh lửa xuất sắc nhất                                             | Mike Justus, Damien Moreno, Timothy P. Trella                                         | Đoạt giải | [ 139 ]         |
| 2009 | Giải Điện ảnh của MTV           | Phim điện ảnh hay nhất                                                      | Người Sắt                                                                             | Đề cử     | [ 140 ]         |
| 2009 | Giải Điện ảnh của MTV           | Nam diễn viên xuất sắc nhất                                                 | Robert Downey Jr.                                                                     | Đề cử     | [ 140 ]         |
| 2009 | Giải Sao Thổ                    | Phim khoa học viễn tưởng hay nhất                                           | Người Sắt                                                                             | Đoạt giải | [ 141 ] [ 142 ] |
| 2009 | Giải Sao Thổ                    | Nam diễn viên chính xuất sắc nhất                                           | Robert Downey Jr.                                                                     | Đoạt giải | [ 141 ] [ 142 ] |
| 2009 | Giải Sao Thổ                    | Nữ diễn viên chính xuất sắc nhất                                            | Gwyneth Paltrow                                                                       | Đề cử     | [ 141 ] [ 142 ] |
| 2009 | Giải Sao Thổ                    | Nam diễn viên phụ xuất sắc nhất                                             | Jeff Bridges                                                                          | Đề cử     | [ 141 ] [ 142 ] |
| 2009 | Giải Sao Thổ                    | Đạo diễn xuất sắc nhất                                                      | Jon Favreau                                                                           | Đoạt giải | [ 141 ] [ 142 ] |
| 2009 | Giải Sao Thổ                    | Kịch bản xuất sắc nhất                                                      | Mark Fergus & Hawk Ostby và Art Marcum & Matt Holloway                                | Đề cử     | [ 141 ] [ 142 ] |
| 2009 | Giải Sao Thổ                    | Nhạc phim hay nhất                                                          | Ramin Djawadi                                                                         | Đề cử     | [ 141 ] [ 142 ] |
| 2009 | Giải Sao Thổ                    | Hiệu ứng hình ảnh xuất sắc nhất                                             | Người Sắt                                                                             | Đề cử     | [ 141 ] [ 142 ] |
| 2009 | Giải Hugo                       | Trình bày ca kịch xuất sắc nhất – Dạng dài                                  | Người Sắt                                                                             | Đề cử     | [ 143 ]         |

Hai nhà phê bình Roger Ebert và Richard Corliss đều chọn Người Sắt vào danh sách phim yêu thích của họ trong năm 2008. Viện phim Mỹ cũng lựa chọn Người Sắt là một trong mười phim điện ảnh hay nhất năm. Phim cũng được tạp chí Empire chọn là một trong 500 phim điện ảnh vĩ đại nhất mọi thời đại. Tony Stark còn được tạp chí Empire lựa chọn vào các danh sách 100 nhân vật điện ảnh vĩ đại nhất mọi thời đại, và 100 nhân vật hư cấu vĩ đại nhất. Trang web Fandomania.com xếp anh ở vị trí thứ 37.

## Các phần hậu truyện
Phần phim tiếp nối mang tên Người Sắt 2 do Justin Theroux viết kịch bản và công chiếu tại Hoa Kỳ vào ngày 7 tháng 5 năm 2010. Các diễn viên Favreau, Downey, Paltrow và Jackson đều trở lại để đảm nhiệm các vai diễn của họ trong phần đầu. Don Cheadle thay thế Terrence Howard trong vai Đại tá Rhodes / War Machine. Phim cũng có sự góp mặt của Mickey Rourke với vai phản diện Ivan Vanko, Sam Rockwell vai Justin Hammer và Scarlett Johansson vai điệp viên Natasha Romanoff của S.H.I.E.L.D. Walt Disney Studios và Marvel Studios đã phát hành phần phim tiếp nối thứ hai mang tên Người Sắt 3 vào ngày 3 tháng 5 năm 2013; Favreau cho biết ông sẽ lựa chọn ngồi ghế đạo diễn cho Magic Kingdom thay vì tiếp tục cầm trịch phim, nhưng vẫn đảm nhiệm vai diễn Happy Hogan. Các diễn viên Downey, Paltrow và Cheadle lần lượt trở lại đảm nhiệm các vai diễn của họ trong phần trước, trong khi Shane Black tiếp quản vị trí đạo diễn, từ kịch bản viết bởi Drew Pearce. Phim còn có sự tham gia của Guy Pearce vai Aldrich Killian và Ben Kingsley vai Trevor Slattery.